# Papa Roach
 (transkr. Papa rouč) rok je bend iz Kalifornije, SAD. Članovi grupe su Džejkobi Šediks — glavni vokal, Džeri Horton — gitara i vokal, Tobin Esperanc — bas gitara i vokal, i Toni Palermo — bubnjevi.
Postali su slavni posle albuma Infest (2000) na kojem je popularna pesma Last Resort. Posle toga su izdali još 6 albuma: Lovehatetragedy (2002), Getting Away with Murder (2004), The Paramour Sessions (2006), Metamorphosis (2009), Time for Annihilation (2010) i The Connection (2012).

## Rane godine
Bend je nastao 1993. Osnovali su ga Džejkobi Šediks i bubnjar Dejv Bakner. Njih dvojica su zajedno išli u srednju školu (Vacaville High School). Njihov prvi susret se dogodio na jednoj fudbalskoj utakmici kada su spontano počeli da pričaju o muzici. Kasnije im se pridružio i Vil Džejms (bas) i Ben Luter (truba) i tada je prvi put nastao Papa Roach. Odlučili su da se prijave za takmičenje školskih talenata izvodeci pesmu Fire Džimija Hendriksa, ali nisu pobedili. Ime benda je nastalo od Džejkobijevog pradede Hauarda Vilijama Rouča čiji je nadimak bio Papa Rouč (engl. Papa Roach). Džeri Horton je zamenio Bena Lutera. Džeri je došao u bend preko svoje devojke koja je bila fan benda.
Godine 1994. izdali su prvi album Potatoes For Christmas, nakon čega su izdali još par nezapaženih albuma.

## Prvi veći uspeh
Godine 1999. su potpisali ugovor sa DreamWorks i izdali album Infest koji je sadržao mnoge poznate pesme kao što su: Last resort, Dead Cell i Broken Home.
U međuvremenu su izdali još jedam album — Lovehatetragedy na kojem su najpoznatije pesme: She Loves Me Not i Life Is a Bullet. 
Godine 2003. su se vratili u studio i počeli sa snimanjem albuma Getting Away With Murder. Najpoznatije pesme sa tog albuma su: Scars, Take Me, Sometimes i Do or Die. Album je bio vrlo popularan ali takođe i veoma drugačiji. Nije bio klasičan nu metal kao prethodnik Infest. Tada su održali jedan od najvećih koncerata, po mnogima i najbolji — Live & Murderous in Chicago.
Tokom tog perioda osim vrste muzike promenili su i izgled. Za vreme Infest-a su svi bili kao „obični“ momci koji imaju problema sa roditeljima, obično i neupadljivo obučeni, a tokom Getting Away With Murder perioda počeli su da se šminkaju. Oko očiju su povlačili crne crte kreonom da bi dobili efekat podočnjaka i počeli su da nose razne ukrasne detalje. 
Dana 12. septembra 2006. izdali su još jedan album, The Paramour Sessions. Ideju za album su dobili od benda Slipknot koji su u to vreme snimali Vol. 3: (The Subliminal Verses). Na tom albumu su najpoznatije pesme Forever i To Be Loved.

## Muzički pravac
U svojim ranim nezavisnim izdanjima i na svoja prva 2 ozbiljnija albuma, Infest i Lovehatetragedy, bend je težio nu metalu i rep metalu. Njihova kasnija muzika je često opisivana kao hard rok, alternativni rok, rep rok, kao i alternativni metal. Sa njihovim albumom iz 2009. godine, Metamorphosis, kao što se vidi iz imena (metamorfoza — preobražaj), bend oseća da njihova muzika prolazi kroz transformaciju, do muzike koja je "teža i brža", u poređenju sa laganijim zvukovima sa ranijih albuma.

## Diskografija
| Година | Назив албума                 |
| 1997   | Old Friends From Young Years |
| 2000   | Infest                       |
| 2002   | Lovehatetragedy              |
| 2004   | Getting Away With Murder     |
| 2006   | The Paramour Sessions        |
| 2009   | Metamorphosis                |
| 2010   | Time for Annihilation        |
| 2012   | The Connection               |
| 2014   | F.E.A.R.                     |
| 2016   | Crooked Teeth                |

## Članovi
Hronološki graf

## Galerija
- Bend pred koncert, 2006. godine
- Detalj sa koncerta 2015. godine
- Papa Roach, Reload festival, Nemačka

## Spoljašnje veze
- Zvanični veb-sajt